# گل‌عنکبوتی
گل‌عنکبوتی (نام علمی: Grevillea) نام سرده‌ای از خانواده شکرپارگان است که دارای حدود ۳۶۰ گونه از گیاهان گل‌دار همیشه سبز می‌باشد.